# Kvalifikace na Mistrovství Evropy ve fotbale 2024 – skupina I
Skupina I kvalifikace na mistrovství Evropy ve fotbale 2024 byla jednou z 10 kvalifikačních skupin na tento šampionát. Přímý postup na závěrečný turnaj si zajistily první 2 týmy. Na rozdíl od předchozích evropských kvalifikací do baráže nepostoupily týmy na základě pořadí v kvalifikační skupině, ale podle konečného žebříčku v jednotlivých skupinách (ligách A–D) Ligy národů UEFA 2022/2023.

## Výsledky
| Legenda                                                                         |
| ------------------------------------------------------------------------------- |
| Vítěz skupiny a druhý v pořadí postupující přímo na šampionát                   |
| Týmy postupující do baráže o účast na šampionátu                                |
| V křížové tabulce vpravo je domácí tým v levém sloupci, hostující v horní řadě. |

### Tabulka
| Tým       | Z  | V | R | P | VG | IG | +/- | B  |
| --------- | -- | - | - | - | -- | -- | --- | -- |
| Rumunsko  | 10 | 6 | 4 | 0 | 16 | 5  | +11 | 22 |
| Švýcarsko | 10 | 4 | 5 | 1 | 22 | 11 | +11 | 17 |
| Izrael    | 10 | 4 | 3 | 3 | 11 | 11 | 0   | 15 |
| Bělorusko | 10 | 3 | 3 | 4 | 9  | 14 | -5  | 12 |
| Kosovo    | 10 | 2 | 5 | 3 | 10 | 10 | 0   | 11 |
| Andorra   | 10 | 0 | 2 | 8 | 3  | 20 | -17 | 2  |

|           | Rumunsko | Švýcarsko | Izrael | Bělorusko | Kosovo | Andorra |
| --------- | -------- | --------- | ------ | --------- | ------ | ------- |
| Rumunsko  | —        | 1:0       | 1:1    | 2:1       | 2:0    | 4:0     |
| Švýcarsko | 2:2      | —         | 3:0    | 3:3       | 1:1    | 3:0     |
| Izrael    | 1:2      | 1:1       | —      | 1:0       | 1:1    | 2:1     |
| Bělorusko | 0:0      | 0:5       | 1:2    | —         | 2:1    | 1:0     |
| Kosovo    | 0:0      | 2:2       | 1:0    | 0:1       | —      | 1:1     |
| Andorra   | 0:2      | 1:2       | 0:2    | 0:0       | 0:3    | —       |

## Zápasy
Zápasy byly potvrzeny UEFOU 10. října 2022, den po losu skupin. Časy jsou uvedeny v SEČ a SELČ (lokální časy, pokud jsou odlišné, v závorkách).
| 25. března 2023 18:00 |        |                                            |                                                                                        |
| Bělorusko             | 0 : 5  | Švýcarsko                                  | Karađorđe Stadium, Novi Sad (Srbsko) diváci: 0 rozhodčí: Alejandro Hernández Hernández |
|                       | Zpráva | 4', 17', 29' Steffen 62' Xhaka 65' Amdouni | Karađorđe Stadium, Novi Sad (Srbsko) diváci: 0 rozhodčí: Alejandro Hernández Hernández |

| 25. března 2023 18:00 (20:00 UTC+3) |        |                |                                                                     |
| Izrael                              | 1 : 1  | Kosovo         | Bloomfield Stadium, Tel Aviv diváci: 28 935 rozhodčí: Willie Collum |
| Peretz 56'                          | Zpráva | 36' (vl.) Dasa | Bloomfield Stadium, Tel Aviv diváci: 28 935 rozhodčí: Willie Collum |

| 25. března 2023 20:45 |        |                    |                                                                     |
| Andorra               | 0 : 2  | Rumunsko           | Estadi Nacional, Andorra la Vella diváci: 2 927 rozhodčí: Dario Bel |
|                       | Zpráva | 35' Man 50' Alibec | Estadi Nacional, Andorra la Vella diváci: 2 927 rozhodčí: Dario Bel |

| 28. března 2023 20:45             |        |        |                                                                   |
| Švýcarsko                         | 3 : 0  | Izrael | Stade de Genève, Ženeva diváci: 14 819 rozhodčí: Nikola Dabanović |
| Vargas 39' Amdouni 48' Widmer 52' | Zpráva |        | Stade de Genève, Ženeva diváci: 14 819 rozhodčí: Nikola Dabanović |

| 28. března 2023 20:45 (21:45 UTC+3) |        |             |                                                                    |
| Rumunsko                            | 2 : 1  | Bělorusko   | Arena Națională, Bukurešť diváci: 27 837 rozhodčí: Allard Lindhout |
| Stanciu 17' Burcă 19'               | Zpráva | 86' Morozov | Arena Națională, Bukurešť diváci: 27 837 rozhodčí: Allard Lindhout |

| 28. března 2023 20:45 |        |           |                                                                             |
| Kosovo                | 1 : 1  | Andorra   | Stadiumi Fadil Vokrri, Priština diváci: 12 600 rozhodčí: Sebastian Gishamer |
| Zhegrova 59'          | Zpráva | 61' Rosas | Stadiumi Fadil Vokrri, Priština diváci: 12 600 rozhodčí: Sebastian Gishamer |

| 16. června 2023 20:45 |        |                        |                                                                        |
| Andorra               | 1 : 2  | Švýcarsko              | Estadi Nacional, Andorra la Vella diváci: 2 490 rozhodčí: Balázs Berke |
| Vieira 67'            | Zpráva | 7' Freuler 32' Amdouni | Estadi Nacional, Andorra la Vella diváci: 2 490 rozhodčí: Balázs Berke |

| 16. června 2023 20:45 (21:45 UTC+3) |        |                                  |                                                                               |
| Bělorusko                           | 1 : 2  | Izrael                           | Szusza Ferenc Stadion, Budapešť (Maďarsko) diváci: 0 rozhodčí: Jarred Gillett |
| Ebong 16'                           | Zpráva | 85' (pen.) Weissman 90+2' Gloukh | Szusza Ferenc Stadion, Budapešť (Maďarsko) diváci: 0 rozhodčí: Jarred Gillett |

| 16. června 2023 20:45 |        |          |                                                                         |
| Kosovo                | 0 : 0  | Rumunsko | Stadiumi Fadil Vokrri, Priština diváci: 11 000 rozhodčí: Danny Makkelie |
|                       | Zpráva |          | Stadiumi Fadil Vokrri, Priština diváci: 11 000 rozhodčí: Danny Makkelie |

| 19. června 2023 20:45 (21:45 UTC+3) |        |                   |                                                                                  |
| Bělorusko                           | 2 : 1  | Kosovo            | Szusza Ferenc Stadion, Budapešť (Maďarsko) diváci: 0 rozhodčí: Julian Weinberger |
| Morozov 73' Ebong 75'               | Zpráva | 87' (pen.) Muriqi | Szusza Ferenc Stadion, Budapešť (Maďarsko) diváci: 0 rozhodčí: Julian Weinberger |

| 19. června 2023 20:45 (21:45 UTC+3) |        |           |                                                                     |
| Izrael                              | 2 : 1  | Andorra   | Stadion Teddy, Jeruzalém diváci: 13 300 rozhodčí: Dragomir Draganov |
| Shlomo 42' Solomon 61'              | Zpráva | 52' Rosas | Stadion Teddy, Jeruzalém diváci: 13 300 rozhodčí: Dragomir Draganov |

| 19. června 2023 20:45 |        |                    |                                                               |
| Švýcarsko             | 2 : 2  | Rumunsko           | Swissporarena, Lucern diváci: 14 400 rozhodčí: Daniele Orsato |
| Amdouni 28', 41'      | Zpráva | 89', 90+2' Mihăilă | Swissporarena, Lucern diváci: 14 400 rozhodčí: Daniele Orsato |

| 9. září 2023 18:00 |        |           |                                                                           |
| Andorra            | 0 : 0  | Bělorusko | Estadi Nacional, Andorra la Vella diváci: 1 026 rozhodčí: Eldorjan Hamiti |
|                    | Zpráva |           | Estadi Nacional, Andorra la Vella diváci: 1 026 rozhodčí: Eldorjan Hamiti |

| 9. září 2023 20:45 |        |                                    |                                                                       |
| Kosovo             | 2 : 2  | Švýcarsko                          | Stadiumi Fadil Vokrri, Priština diváci: 12 700 rozhodčí: Jakob Kehlet |
| Muriqi 65', 90+4'  | Zpráva | 14' Freuler 79' (vl.) Am. Rrahmani | Stadiumi Fadil Vokrri, Priština diváci: 12 700 rozhodčí: Jakob Kehlet |

| 9. září 2023 20:45 (21:45 UTC+3) |        |            |                                                                  |
| Rumunsko                         | 1 : 1  | Izrael     | Arena Națională, Bukurešť diváci: 49 193 rozhodčí: Slavko Vinčić |
| Alibec 27'                       | Zpráva | 53' Gloukh | Arena Națională, Bukurešť diváci: 49 193 rozhodčí: Slavko Vinčić |

| 12. září 2023 20:45 (21:45 UTC+3) |        |           |                                                                                    |
| Izrael                            | 1 : 0  | Bělorusko | Bloomfield Stadium, Tel Aviv diváci: 28 435 rozhodčí: Ricardo de Burgos Bengoetxea |
| Kanichowsky 90+3'                 | Zpráva |           | Bloomfield Stadium, Tel Aviv diváci: 28 435 rozhodčí: Ricardo de Burgos Bengoetxea |

| 12. září 2023 20:45 (21:45 UTC+3) |        |        |                                                                  |
| Rumunsko                          | 2 : 0  | Kosovo | Arena Națională, Bukurešť diváci: 29 982 rozhodčí: Willy Delajod |
| Stanciu 83' Mihăilă 90+3'         | Zpráva |        | Arena Națională, Bukurešť diváci: 29 982 rozhodčí: Willy Delajod |

| 12. září 2023 20:45                      |        |         |                                                               |
| Švýcarsko                                | 3 : 0  | Andorra | Stade Tourbillon, Sion diváci: 9 000 rozhodčí: Elchin Masijev |
| Itten 49' Xhaka 84' Shaqiri 90+3' (pen.) | Zpráva |         | Stade Tourbillon, Sion diváci: 9 000 rozhodčí: Elchin Masijev |

| 12. října 2023 20:45 |        |                             |                                                                      |
| Andorra              | 0 : 3  | Kosovo                      | Estadi Nacional, Andorra la Vella diváci: 1 207 rozhodčí: Nick Walsh |
|                      | Zpráva | 26', 71' Rashica 83' Zeqiri | Estadi Nacional, Andorra la Vella diváci: 1 207 rozhodčí: Nick Walsh |

| 12. října 2023 20:45 (21:45 UTC+3) |        |          |                                                                            |
| Bělorusko                          | 0 : 0  | Rumunsko | Szusza Ferenc Stadion, Budapešť (Maďarsko) diváci: 0 rozhodčí: Espen Eskås |
|                                    | Zpráva |          | Szusza Ferenc Stadion, Budapešť (Maďarsko) diváci: 0 rozhodčí: Espen Eskås |

| 15. října 2023 18:00               |        |                                        |                                                              |
| Švýcarsko                          | 3 : 3  | Bělorusko                              | Kybunpark, St. Gallen diváci: 17 000 rozhodčí: João Pinheiro |
| Shaqiri 28' Akanji 89' Amdouni 90' | Zpráva | 61' Ebong 69' Poljakov 84' Antilevskij | Kybunpark, St. Gallen diváci: 17 000 rozhodčí: João Pinheiro |

| 15. října 2023 20:45 (21:45 UTC+3)                 |        |         |                                                                  |
| Rumunsko                                           | 4 : 0  | Andorra | Arena Națională, Bukurešť diváci: 21 723 rozhodčí: Kristo Tohver |
| Stanciu 23' Hagi 28' R. Marin 44' (pen.) Coman 50' | Zpráva |         | Arena Națională, Bukurešť diváci: 21 723 rozhodčí: Kristo Tohver |

| 12. listopadu 2023 20:45 |        |        |                                                                       |
| Kosovo                   | 1 : 0  | Izrael | Stadiumi Fadil Vokrri, Priština diváci: 5 245 rozhodčí: Ivan Kružliak |
| Rashica 41'              | Zpráva |        | Stadiumi Fadil Vokrri, Priština diváci: 5 245 rozhodčí: Ivan Kružliak |

| 15. listopadu 2023 20:45 |        |            |                                                                         |
| Izrael                   | 1 : 1  | Švýcarsko  | Pancho Aréna, Felcsút (Maďarsko) diváci: 2 024 rozhodčí: Anthony Taylor |
| Weissman 88'             | Zpráva | 36' Vargas | Pancho Aréna, Felcsút (Maďarsko) diváci: 2 024 rozhodčí: Anthony Taylor |

| 18. listopadu 2023 18:00 |        |         |                                                                              |
| Bělorusko                | 1 : 0  | Andorra | Szusza Ferenc Stadion, Budapešť (Maďarsko) diváci: 0 rozhodčí: Bulat Sarijev |
| Laptev 83'               | Zpráva |         | Szusza Ferenc Stadion, Budapešť (Maďarsko) diváci: 0 rozhodčí: Bulat Sarijev |

| 18. listopadu 2023 20:45 |        |                     |                                                                            |
| Izrael                   | 1 : 2  | Rumunsko            | Pancho Aréna, Felcsút (Maďarsko) diváci: 2 921 rozhodčí: François Letexier |
| Zahavi 2'                | Zpráva | 10' Pușcaș 63' Hagi | Pancho Aréna, Felcsút (Maďarsko) diváci: 2 921 rozhodčí: François Letexier |

| 18. listopadu 2023 20:45 |        |            |                                                                |
| Švýcarsko                | 1 : 1  | Kosovo     | St. Jakob-Park, Basilej diváci: 33 000 rozhodčí: António Nobre |
| Vargas 47'               | Zpráva | 82' Hyseni | St. Jakob-Park, Basilej diváci: 33 000 rozhodčí: António Nobre |

| 21. listopadu 2023 20:45 |        |                            |                                                                          |
| Andorra                  | 0 : 2  | Izrael                     | Estadi Nacional, Andorra la Vella diváci: 568 rozhodčí: Sascha Stegemann |
|                          | Zpráva | 29' (vl.) Cervós 81' Kinda | Estadi Nacional, Andorra la Vella diváci: 568 rozhodčí: Sascha Stegemann |

| 21. listopadu 2023 20:45 |        |                 |                                                                        |
| Kosovo                   | 0 : 1  | Bělorusko       | Stadiumi Fadil Vokrri, Priština diváci: 5 026 rozhodčí: Georgi Kabakov |
|                          | Zpráva | 43' Antilevskij | Stadiumi Fadil Vokrri, Priština diváci: 5 026 rozhodčí: Georgi Kabakov |

| 21. listopadu 2023 20:45 (21:45 UTC+2) |        |           |                                                                 |
| Rumunsko                               | 1 : 0  | Švýcarsko | Arena Națională, Bukurešť diváci: 50 224 rozhodčí: Davide Massa |
| Alibec 50'                             | Zpráva |           | Arena Națională, Bukurešť diváci: 50 224 rozhodčí: Davide Massa |

## Disciplína
Hráč byl automaticky suspendován pro další zápas za následující přečiny:
- Obdržení červené karty (červená karta mohla být udělena pro různé přečiny)
- Obdržení třech žlutých karet ve třech různých zápasech, stejně tak pátá žlutá karta a dvě žluté karty v jednom zápase (suspendace nebyly přenášeny do baráže, závěrečného turnaje a následujících mezinárodních zápasů)

Následující suspendace byly uděleny při následujících kvalifikačních zápasech:
| Tým       | Hráč                | Suspendace                                                                                     | Suspendován pro zápas(y)             |
| --------- | ------------------- | ---------------------------------------------------------------------------------------------- | ------------------------------------ |
| Andorra   | Marc Rebés          | proti Rumunsku (25. března 2023)                                                               | proti Kosovu (28. března 2023)       |
| Andorra   | Moisés San Nicolás  | proti Rumunsku (15. října 2023)                                                                | proti Bělorusku (18. listopadu 2023) |
| Bělorusko | Max Ebong           | proti Švýcarsku (25. března 2023) proti Rumunsku (28. března 2023) proti Andoře (9. září 2023) | proti Izraeli (12. září 2023)        |
| Bělorusko | Sergey Politevich   | proti Izraeli (16. června 2023) proti Andoře (9. září 2023) proti Švýcarsku (15. října 2023)   | proti Andoře (18. listopadu 2023)    |
| Izrael    | Roy Revivo          | proti Kosovu (12. listopadu 2023)                                                              | proti Švýcarsku (15. listopadu 2023) |
| Kosovo    | Vedat Muriqi        | proti Rumunsku (12. září 2023)                                                                 | proti Andoře (12. října 2023)        |
| Kosovo    | Mërgim Vojvoda      | proti Švýcarsku (9. září 2023) proti Rumunsku (12. září 2023) proti Andoře (12. října 2023)    | proti Švýcarsku (18. listopadu 2023) |
| Rumunsko  | George Pușcaș       | proti Kosovu (16. června 2023) proti Izraeli (9. září 2023) proti Kosovu (12. září 2023)       | proti Bělorusku (12. října 2023)     |
| Rumunsko  | Valentin Mihăilă    | proti Izraeli (18. listopadu 2023)                                                             | proti Švýcarsku (21. listopadu 2023) |
| Švýcarsko | Edimilson Fernandes | proti Izraeli (15. listopadu 2023)                                                             | proti Kosovu (18. listopadu 2023)    |